# Наровчатка
Наровчатка — посёлок в Агаповском районе Челябинской области. Административный центр Наровчатского сельского поселения.

## География
Находится на юго-западе Челябинской области, на правом берегу реки Урал, в 1,5 км к западу от районного центра села Агаповка, в 25 км к.юго-востоку от города Магнитогорска, на высоте 336 метров над уровнем моря.

## История
Посёлок был основан в 1925 году переселенцами из села Наровчат, расположенного в современной Пензенской области. После коллективизации располагалось отделение совхоза «Агаповский», а затем подсобное хозяйство отдела рабочего снабжения Магнитогорского металлургического комбината. В 1979 году в посёлке был образован совхоз «Наровчатский», с 1998 года АО «Наровчатское», которое в начале 2000-х было ликвидировано.

## Население
| 1970 | 1995  | 2002  | 2010  |
| ---- | ----- | ----- | ----- |
| 801  | ↗1616 | ↗1811 | ↗1843 |

По данным Всероссийской переписи, в 2010 году численность населения посёлка составляла 1843 человек (862 мужчины и 981 женщина).
Проживают русские, башкиры.

## Инфраструктура
Действуют средняя школа, детский сад, библиотека, клуб, физкультурно-оздоровительный комплекс, фельдшерско-акушерский пункт, профилакторий, комбинат бытового обслуживания и отделение «Почты России».

## Улицы
Уличная сеть посёлка состоит из 11 улиц.

## Транспорт
Сообщение посёлка с соседними населёнными пунктами осуществляется посредством грунтовых и шоссейных автодорог

## Религия
Православные храмы
- Церковь Трубчевской иконы Божией Матери

## Интересный факт
Жилые дома, животноводческие и складские помещения, разрушенные теплицы и другую недвижимость совхоза купил местный предприниматель армянского происхождения Сейран Варагян.